# Nati nel 1935/Senza giorno specificato
| Questa pagina contiene informazioni ricavate automaticamente dalle voci biografiche con l'ausilio del template Bio e di un bot. L'aggiornamento è periodico e automatico e ricostruisce completamente la pagina. Se manca una persona in questa lista, sei pregato di non aggiungerla, ma accertati piuttosto che la sua voce biografica contenga il template Bio e che i dati anagrafici siano correttamente compilati. Se il template Bio manca, inseriscilo tu stesso o, in alternativa, metti l'avviso {{tmp\|Bio}} che ne segnala la mancanza. Se i dati riportati sono sbagliati, correggi direttamente la voce biografica; le modifiche saranno visibili in questa lista entro pochi giorni. Per chiarimenti vedi il progetto biografie. La lista contiene solo le 103 persone che sono citate nell'enciclopedia e per le quali è stato implementato correttamente il template Bio. Pagina aggiornata al 18 ago 2025. |

- Abdallah bin Bayyah, politico e religioso mauritano
- Kamal Adwan, politico palestinese († 1973)
- Rennie Airth, scrittore sudafricano
- Arnaldo Alberti, linguista e filologo italiano
- Woody Allen, regista, attore e sceneggiatore statunitense
- Leonel Mário d'Alva, politico saotomense
- Rasheed Araeen, pittore, scultore e critico d'arte pakistano
- João Araújo, produttore discografico brasiliano († 2014)
- Maurizio Arena, direttore d'orchestra italiano
- Harald Arnesen, ex sciatore alpino norvegese
- Iqbal Bano, cantante indiana († 2009)
- Gordana Baraga, cestista jugoslava († 2016)
- Gian Paolo Barbieri, fotografo italiano († 2024)
- Francesco Barrera, politico e giornalista italiano († 2004)
- Janet Barret, ex sciatrice alpina statunitense
- Ronald Bennet, francescano irlandese († 2024)
- José María Blanco, attore, sceneggiatore e regista spagnolo
- Djamila Bouhired, attivista, guerrigliera e rivoluzionaria algerina
- John Bree, scrittore di fantascienza italiano († 2011)
- Charles Brincat, calciatore maltese († 2018)
- Saverio Catania, politico italiano († 2013)
- Ernesto Chiacchierini, chimico italiano († 2023)
- Ángel Chiclana, italianista e traduttore spagnolo († 1998)
- Cesco Ciapanna, editore, giornalista e fotografo italiano († 2014)
- Roger Coudroy, ingegnere e rivoluzionario belga († 1968)
- Joseph Dan, teologo e filosofo ungherese († 2022)
- Joseph Davidovits, chimico francese
- Ed Decker, scrittore statunitense
- Giancarlo Del Duca, attore italiano
- Enzo Dell'Aquila, sceneggiatore e regista italiano
- Giuseppe Desiato, pittore e fotografo italiano († 2024)
- Joan Dewhirst, danzatrice su ghiaccio britannica († 2020)
- Luigi Di Fabrizio, scultore italiano
- Nikos Dimou, scrittore, filosofo e editorialista greco
- Judit Dobai, ex cestista ungherese
- Renate Eco-Ramge, saggista, grafica e designer tedesca
- Tim Eliott, attore neozelandese († 2011)
- Harry Fainlight, poeta statunitense († 1982)
- Willie Farakas, wrestler ungherese († 2016)
- José Favilli Neto, ex arbitro di calcio brasiliano
- Victor Feguer, criminale statunitense († 1963)
- Massimo Fenili, allenatore di calcio, calciatore e cestista italiano († 2009)
- Francesco Ferrera, mafioso italiano
- Angelo Fiocchi, poeta e traduttore italiano
- Fiorenzo Galletti, ex cestista italiano
- Helmuth Gartner, ex sciatore alpino italiano
- Carlo Maria Gramaccioli, mineralogista italiano († 2013)
- Casimir Grotnik, vescovo vetero-cattolico polacco († 2005)
- Clyde Hart, allenatore di atletica leggera statunitense
- Wolfgang Huber, medico tedesco
- Francesco Inverni, pittore e artista italiano († 1991)
- Sergio Jacobini, tennista italiano († 2019)
- Ahmed Jibril, attivista e guerrigliero palestinese († 2021)
- Berry Johnston, giocatore di poker statunitense
- Artie Kaplan, musicista e cantautore statunitense
- Tesfaye Gebre Kidan, generale e politico etiope († 2004)
- Martin LaSalle, attore francese († 2018)
- Kenny Lloyd, ex sciatore alpino statunitense
- Karen Sue Lowrie, ex sciatrice alpina statunitense
- Timothée Malendoma, politico centrafricano († 2010)
- Mario Mancini, direttore della fotografia e regista italiano
- Mauro Marè, poeta italiano († 1993)
- Margalit Matitiahu, linguista e scrittrice israeliana
- Laura Minici Zotti, artista italiana
- Mario Morra, montatore, regista e sceneggiatore italiano († 2024)
- Maria Mulas, fotografa e pittrice italiana
- Jean-Baptiste Outhay Thepmany, vescovo cattolico laotiano († 1998)
- Mel Perry, giocatore di curling canadese († 2010)
- Leo Pescarolo, produttore cinematografico italiano († 2006)
- Armando Pollini, stilista e imprenditore italiano († 2021)
- Jole Poloni, ex sciatrice alpina italiana
- Lucio Pozzi, pittore italiano
- Carlo Preti, pittore italiano († 2002)
- Jerzy Prószynski, aracnologo polacco
- Mohammad Ranjbar, calciatore e allenatore di calcio iraniano († 2004)
- Giuseppe Aldo di Ricaldone, scrittore italiano († 2002)
- Pere Riutort Mestre, presbitero, pedagogo e filologo spagnolo († 2021)
- J. A. G. Roberts, storico e docente inglese
- Nanni Scolari, filosofo italiano († 1983)
- Valerio Sestini, architetto, alpinista e esploratore italiano († 2013)
- Alessandro Silj, economista, sociologo e scrittore italiano
- Teodora Simionescu, cestista rumena († 2024)
- James Simms, mafioso statunitense
- Alla Nikolaevna Simonenko, astronoma sovietica († 1984)
- Ada Smolnikar, ex ginnasta jugoslava
- Paolo Spalla, scultore e orafo italiano († 2010)
- Petter Støle, ex sciatore alpino norvegese
- Heli Summerauer, ex sciatore alpino canadese
- Paola Tabet, antropologa italiana
- Papa Ibra Tall, artista senegalese († 2015)
- Giuliano Talmon, sciatore alpino italiano
- Tao Siju, politico cinese († 2016)
- Eddy Terrace, cestista belga († 2013)
- Gaetano Testa, scrittore, poeta e pittore italiano
- Gary Thompson, ex cestista, allenatore di pallacanestro e giocatore di baseball statunitense
- Dolores Turchi, saggista italiana
- Umberto Verdirosi, pittore, poeta e attore italiano
- Li-Chen Wang, informatico statunitense
- Ray Werner, giocatore di curling canadese († 1998)
- Thubten Yeshe, monaco buddhista tibetano († 1984)
- Aldo Zulian, ex sciatore alpino e allenatore di sci alpino italiano
- Nadia al-Ghazzi, avvocata e scrittrice siriana
- Aabed-El V, sacerdote palestinese